# Högalund
Högalund är en bebyggelse i Torslunda socken i Mörbylånga kommun i Kalmar län på Öland. SCB avgränsar här från 2023 en småort.